# Urso Russo
O urso russo (em russo:  Русский медведь, transl. Russky medved) é um símbolo difundido (geralmente de um urso pardo europeu-asiático) para a Rússia, usado em caricaturas, artigos e peças dramáticas desde o século XVI relacionado ao Império Russo, à União Soviética e atualmente à Federação Russa. Muitas vezes foi e é usado por ocidentais, originados em caricaturas britânicas e, posteriormente, também usados nos Estados Unidos, e nem sempre em um contexto lisonjeiro — de vez em quando era usado para sugerir que a Rússia é "grande, brutal e desajeitada". 

## História
A imagem do urso foi em várias ocasiões (especialmente no século XIX) também adotada pelos próprios russos. Tendo o filhote de urso "Misha" como mascote dos Jogos Olímpicos de Moscou em 1980  que evidentemente pretendia combater a imagem do "grande e brutal urso russo" com um filhote de urso pequeno, fofinho e sorridente. 
Na Rússia, as associações com a imagem do urso receberam reações relativamente confusas. Por um lado, os próprios russos apreciam o urso por seu poder bruto e astúcia, e os ursos são frequentemente usados como mascotes ou como parte de um design em um logotipo. Por outro lado, o uso excessivo da imagem do urso por estrangeiros que visitaram a Rússia antes do século XX levou a imagem do urso a ser uma espécie de piada privilegiada, postulando que "as ruas russas estão cheias de ursos" como um exemplo de imprecisão factual informações sobre a Rússia. 
Após o colapso da União Soviética, houve apoio no parlamento russo para ter um urso como o novo brasão de armas, embora eventualmente tenha sido o brasão da era czarista da águia de duas cabeças que foi restaurada. 
Mais tarde, o urso foi considerado o símbolo do Partido Rússia Unida, que domina a política russa desde o início dos anos 2000. 
Em sua bem-sucedida campanha de reeleição em 1984, Ronald Reagan usou o motivo do urso no famoso anúncio "Urso na floresta", que alegava reconhecer a existência de uma ameaça soviética e que seu oponente negava sua existência. 

## Galeria

### De dentro da Rússia

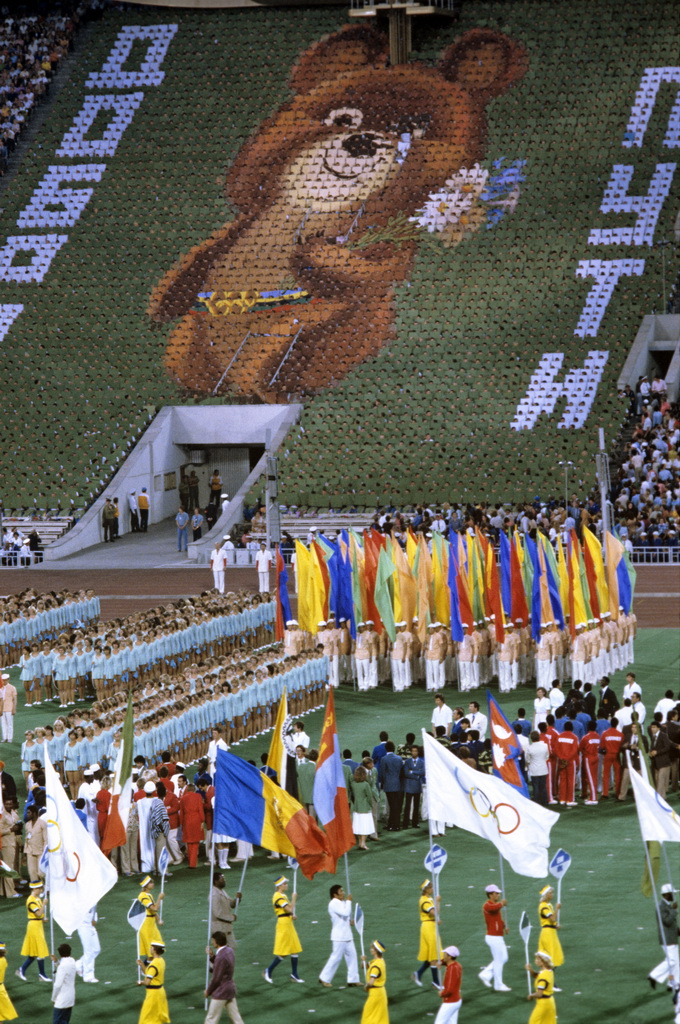
Misha, o ursinho de pelúcia, o mascote dos Jogos Olímpicos de Moscou (1980)
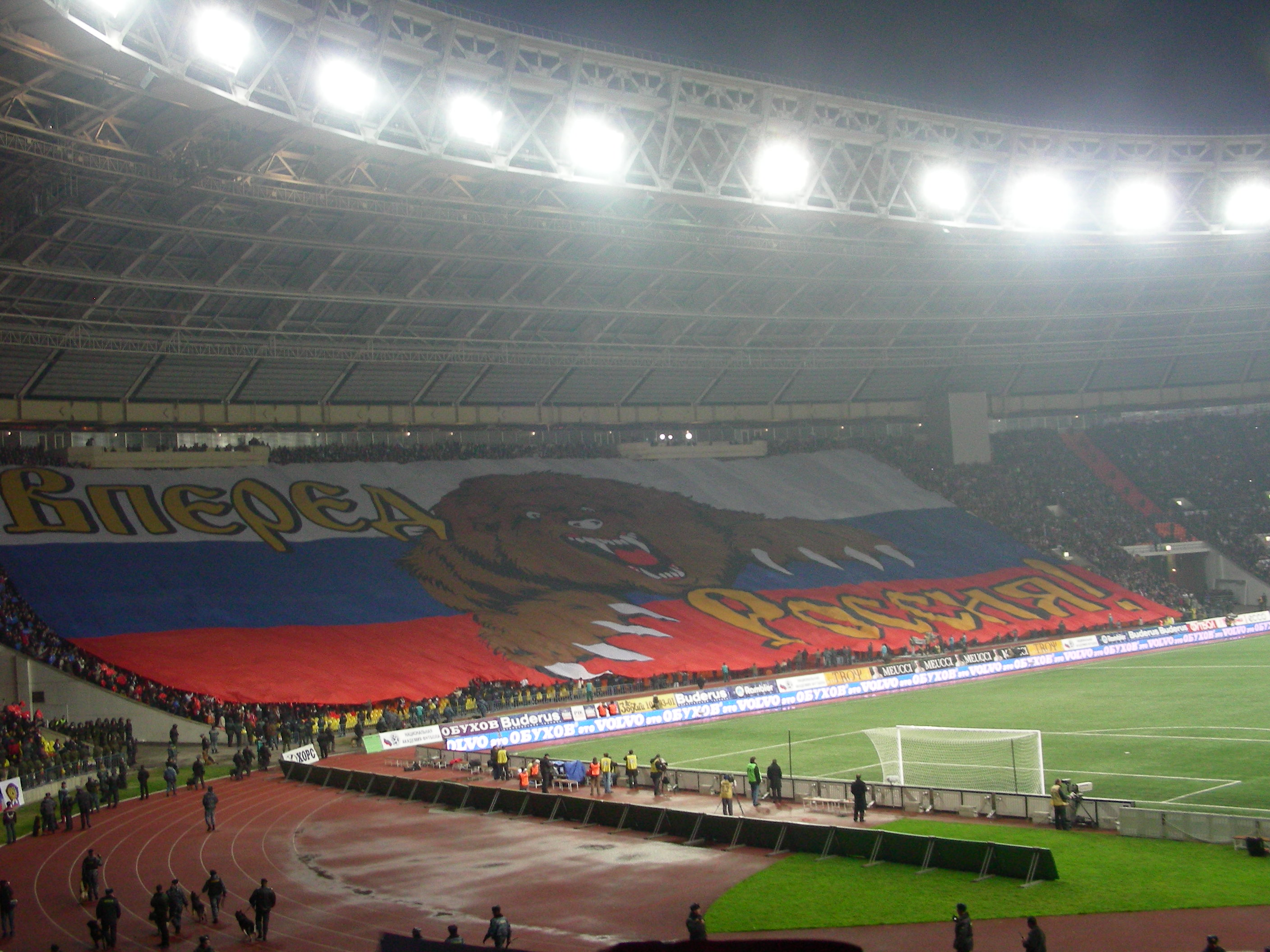
Faixa representando o urso russo, sem a presença de torcedores do futebol russo (está escrito: "Vá em frente, Rússia!").
Brasão de Novgorod

### Fora da Rússia

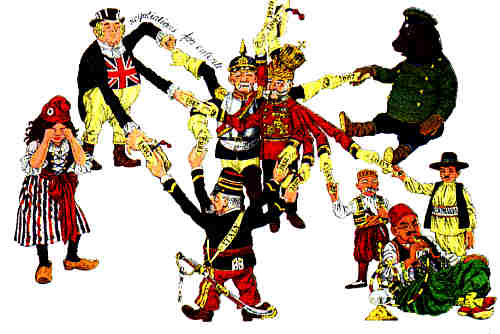
O urso russo (sentado, à direita) entre as potências européias cortejadas por Bismarck para isolar a França.
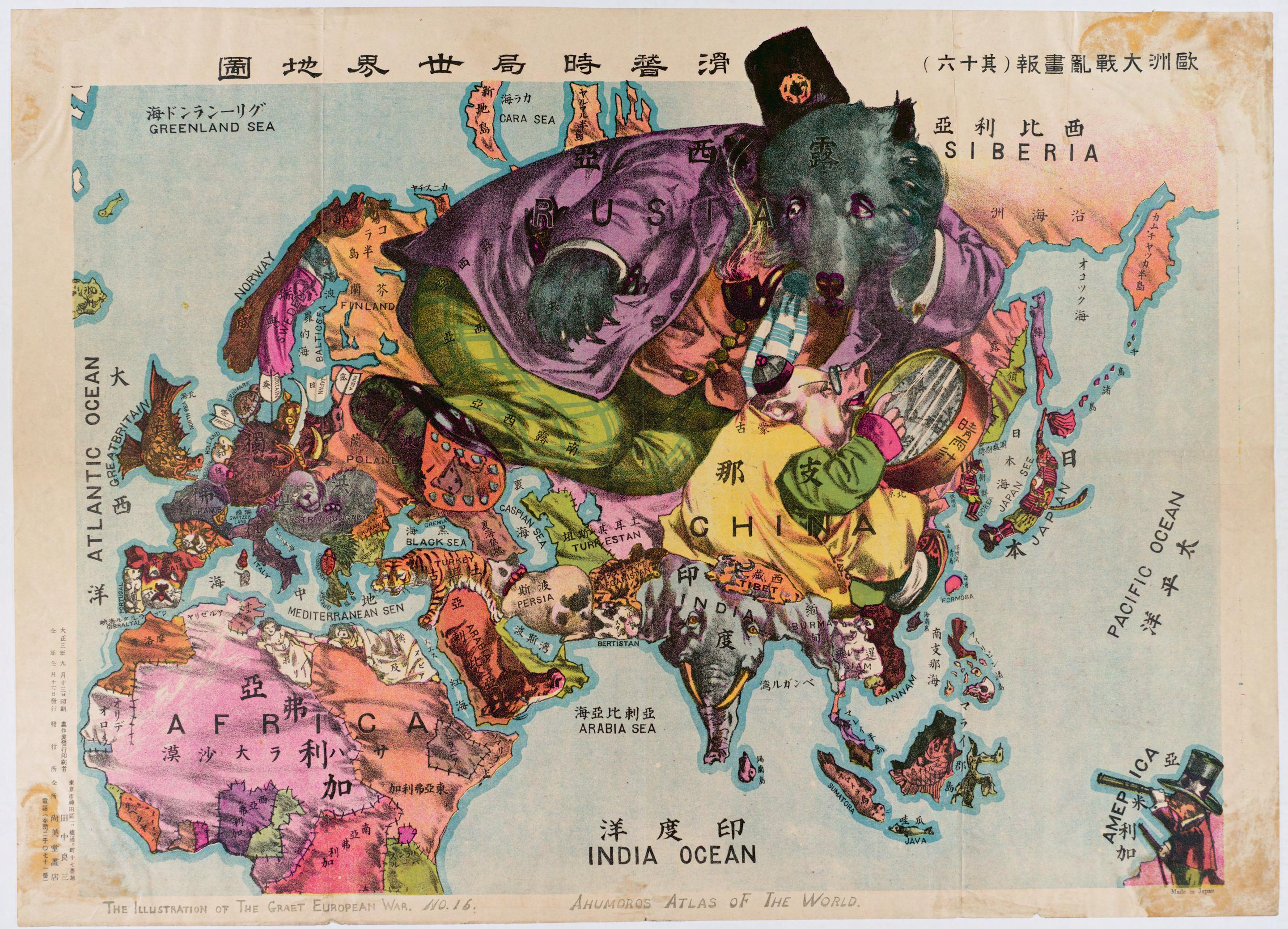
Um mapa do mundo japonês humorístico representando a Rússia como um grande urso
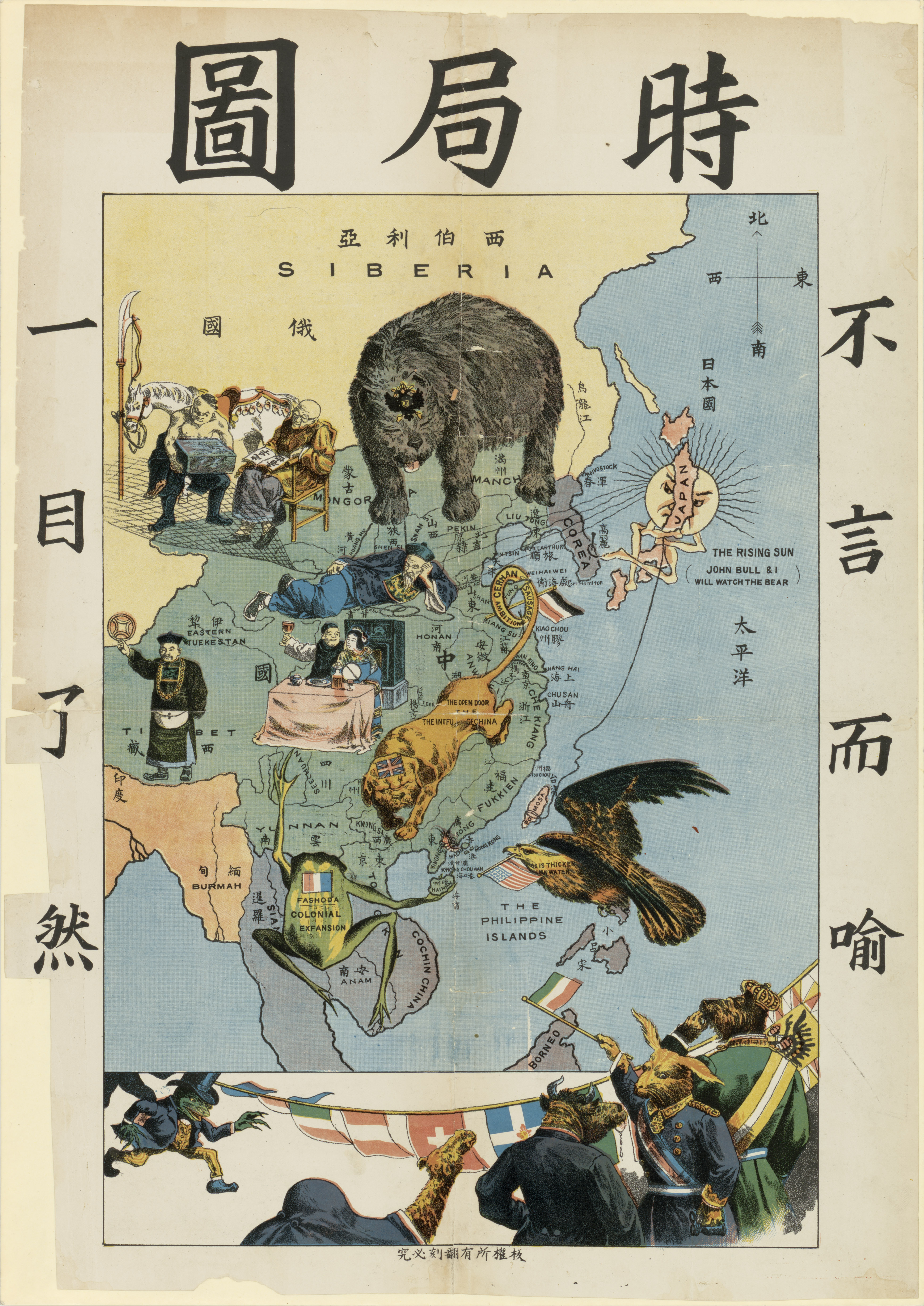
Visão chinesa da situação no leste oriental, 1905. Urso para a Rússia que se intromete do norte, buldogue para o Reino Unido no sul da China, sapo para França no sudeste da Ásia e águia americana para os Estados Unidos que se aproximam das Filipinas.
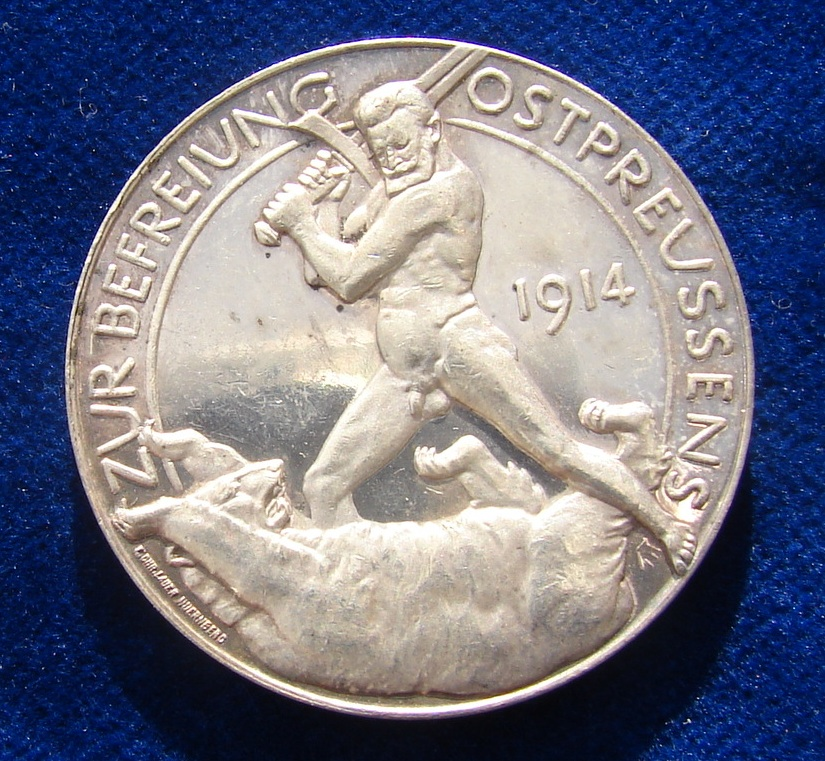
O inverso da libertação da medalha de prata alemã durante a Primeira Guerra Mundial da Prússia Oriental, 1914, por Paul von Beneckendorff und von Hindenburg. Referindo-se à Batalha de Tannenberg. O general Hindenburg nu lutando com o urso russo com sua espada.